# II. Lipót toszkánai nagyherceg
II. Lipót (Firenze, Toszkána, 1797. október 3. – Róma, pápai állam, 1870. január 29.), Toszkána nagyhercege 1824 júniusától, 1859. július 21-én történt lemondásáig. Még 1849 februárjában egy ideiglenes kormány megfosztotta címétől és kikiáltotta a köztársaságot Toszkánában, ám még azon év júliusában osztrák segítséggel visszaállították hatalmát.
Lipót III. Ferdinánd toszkánai nagyherceg és Lujza Mária egyetlen felnőttkort megért fia volt. Apja 1824-ben bekövetkezett halála után lett nagyherceg. Folytatta a nagyapja, I. Péter Lipót (később német-római császár) által megkezdett liberális intézkedéseket: bizonyos sajtószabadságot biztosított és 1847-ben még alkotmányt is bevezettek. Az 1859 áprilisában kibontakozó szárd–francia–osztrák konfliktusban Lipót semleges próbált maradni, ám április 27-én a népfelkelés következtében menekülni kényszerült, majd július 21-én hivatalosan is lemondott nagyhercegi címéről fia, Ferdinánd javára.
A nagyherceg kétszer házasodott: előbb Szászországi Mária Annát vette feleségül 1817-ben, majd annak 1832-es halálát követően házasodott meg Szicíliai Mária Antóniával. Mindkét házasságából származtak gyermekei. A trónjáról lemondott Lipót előbb Ausztriában majd Rómában élt. 1870. január 29-én hunyt el, hetvenhárom éves korában. A Habsburg–Lotaringiai-ház toszkánai ágának tagja.

## Élete

### Származása, családja
Lipót főherceg 1769. május 6-án született Firenzében, a Toszkánai Nagyhercegség fővárosában, a Poggio Imperiale kastélyban.
Édesapja III. Ferdinánd toszkánai nagyherceg (1769–1824), később Salzburg hercege, Würzburgi hercegérseke volt, II. Lipót német-római császárnak, Toszkána nagyhercegének és a Bourbon-házból való Mária Ludovika spanyol infánsnőnek (María Luisa de España, 1745–1792), német-római császárnénak fia, I. Ferenc osztrák császár öccse, Mária Terézia császárné unokája.
Édesanyja a nagyherceg első felesége, a Bourbon-házból való Lujza Mária Amália nápoly–szicíliai királyi hercegnő (1773–1802) volt, IV. Ferdinánd nápolyi király és Mária Karolina osztrák főhercegnő leánya, Mária Terézia unokája.
6 testvér közül Lipót főherceg született harmadikként:
1. Karolina Fernanda (Ferdinanda) Terézia (1793–1802), gyermekkorban meghalt.
2. Ferenc Lipót főherceg (1794–1800), gyermekkorban meghalt.
3. Lipót János József főherceg (1797–1870), II. Lipót néven Toszkána nagyhercege.
4. Mária Lujza Jozefa Krisztina Róza főhercegnő (1799–1857).
5. Mária Terézia Franciska főhercegnő (1801–1855), aki Károly Albert szárd–piemonti királyhoz ment feleségül.
6. Egy halva született gyermek (*/† 1802).

### Ifjúkora száműzetésben
Apja, III. Ferdinánd toszkánai nagyherceg óvatos politikával igyekezett lavírozni a forradalmi Franciaország és az ellene koalícióra lépő nagyhatalmak között. A napóleoni háborúkban igyekezett semlegesnek maradni. A Bonaparte tábornoktól Piemontban elszenvedett vereségek után 1795-ben békét kötött Franciaországgal. A Toszkánai Nagyhercegség azonban a franciák itáliai hódítási terveinek útjába esett, emiatt Ferdinánd a Habsburg Birodalomhoz közeledett. 1799-ben francia csapatok vonultak be Firenzébe, és a nagyhercegnek Bécsbe kellett menekülnie, családjával és gyermekeivel – köztük a kétéves Lipót főherceggel – együtt.
A Bonaparte által kikényszerített 1801-es lunéville-i béke és aranjuezi szerződés értelmében Bonaparte a Toszkánai Nagyhercegség helyén létrehozta a francia csatlós Etruriai Királyságot, Ferdinánd a toszkánai nagyhercegségért cserébe 1802-ben az újonnan kreált Salzburgi Hercegséget, majd 1805-ben, a pozsonyi békeszerződés értelmében a Würzburgi Hercegséget kapta meg (1806-tól nagyhercegség). Bátyja, Ferenc még 1800-ban, hatéves korában meghalt, így Lipót lett a toszkánai nagyhercegi trón örököse. 1802-ben elveszítette anyját. Gyermekéveit Bécsben, Salzburgban és Würzburgban töltötte. 1814-ben, Napóleon bukása után, 17 éves korában tért vissza apjával együtt a helyreállított Toszkánai Nagyhercegségbe.

### Első házassága
1817. november 16-án feleségül vette a Wettin-házból származó Mária Anna Karolina szász királyi hercegnőt (1799–1832), Miksa szász koronaherceg (1759–1838) és Karolina Mária Bourbon–parmai hercegnő (1770–1804) leányát. Három gyermekük született:
- Mária Karolina főhercegnő (1822–1841), fiatalon meghalt.
- Auguszta Ferdinanda (Auguste Ferdinande) főhercegnő (1825–1864), aki Luitpold bajor királyi herceghez, a Bajor Királyság régenséhez (1821–1912) ment feleségül. Fia, Lipót Miksa József bajor királyi herceg (1846–1930) később Gizella főhercegnőt, Ferenc József császár legidősebb leányát vette feleségül.
- Mária Maximiliána főhercegnő (1827–1834), gyermekként meghalt.

1821-ben apja újra megnősült. Az 52 éves Ferdinánd nagyherceg feleségül vette saját menyének, Mária Anna Karolina hercegnőnek nővérét, Lipót sógornőjét, a 25 éves Mária Ferdinanda Amália szász hercegnőt (1796–1865), de házasságuk gyermektelen maradt.

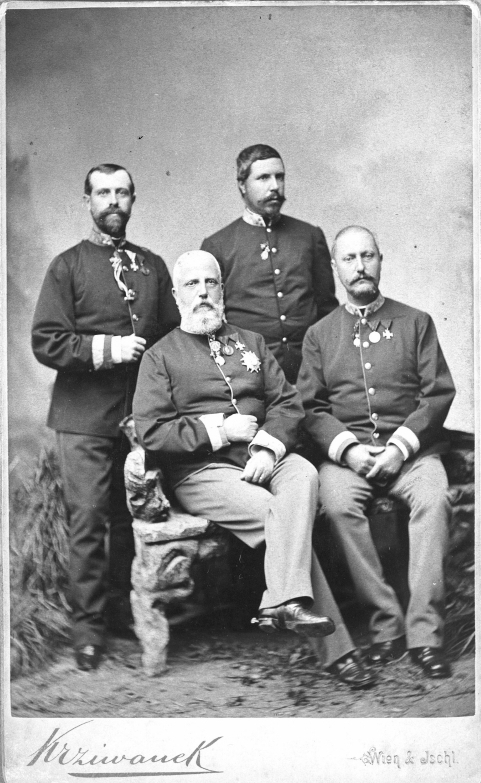
II. Lipót fiai: Állnak B>J: János Szalvátor, Lajos Szalvátor, ülnek B>J: Ferdinánd Szalvátor és Károly Szalvátor.

### Trónra lépése, második házassága

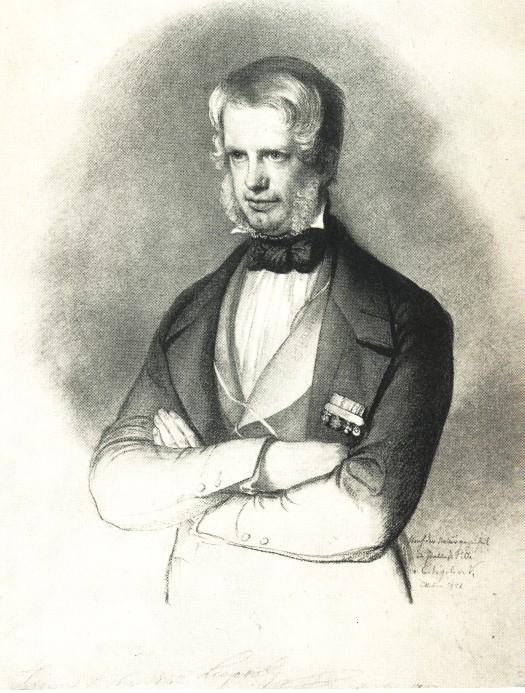
II. Lipót nagyherceg (1842).

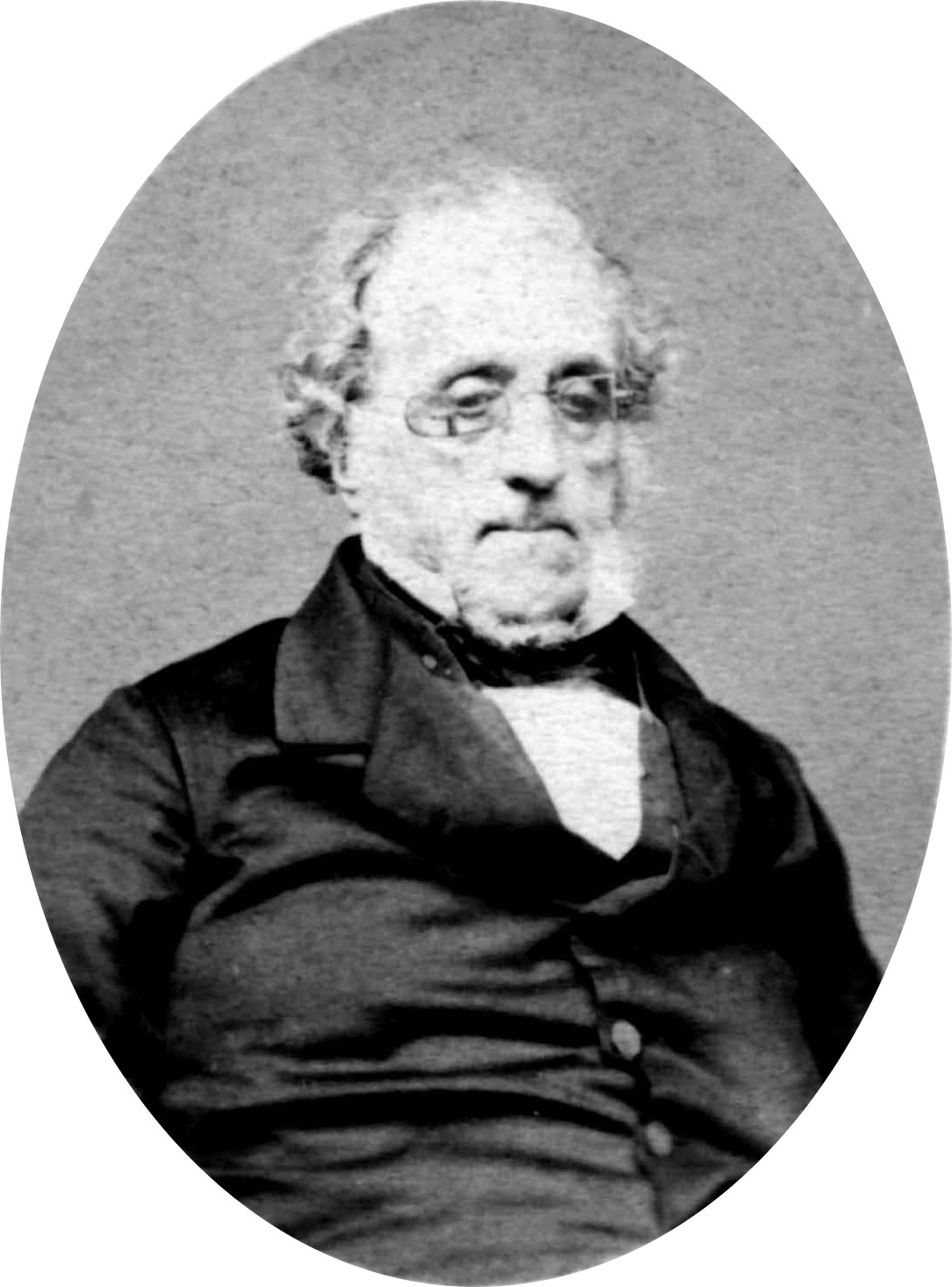
Gino Capponi (1792–1876)

Apja halála után, 1824-ben Lipót főherceg lett a Toszkánai Nagyhercegség uralkodója, II. Lipót néven. Apja nyomdokába lépve az államigazgatás korszerűsítését, átalakítását folytatta. A kortárs itáliai zsarnok-fejedelmekhez képest Lipót engedékenyebb, nyitottabb szellemű uralkodó volt. Bár a bécsi udvar politikai befolyását nem tudta kiküszöbölni, ellenezte az osztrák kormányzati módszerek kritikátlan átvételét. Uralkodása alatt a sajtó viszonylagos szabadságot élvezett. Más itáliai fejedelemségekből érkező politikai menekültek közül sokan letelepedhettek és zavartalanul élhettek a Toszkánai Nagyhercegségben.
Első feleségének, Mária Anna Karolina szász hercegnőnek halála (1832) után egy évvel Lipót nagyherceg 1833. június 7-én feleségül vette az olasz Bourbon (Borbone) házból való Mária Antónia nápoly–szicíliai királyi hercegnőt (1814–1898), I. Ferenc (Francisco Gennaro) nápoly–szicíliai király (1777–1830) és Mária Izabella spanyol infánsnő (1789–1848) leányát. A második házasságból tíz gyermek született:
- Mária Izabella főhercegnő (1834–1901), aki a Bourbon-házból való Francesco di Paolához, Trapani grófjához, I. Ferenc nápoly–szicíliai király fiához ment férjhez.
- Ferdinánd Szalvátor főherceg (1835–1908), aki IV. Ferdinánd néven Toszkána utolsó (címzetes) nagyhercege lett.
- Mária Terézia főhercegnő (1836–1838), kisgyermekként meghalt.
- Mária Krisztina (1838–1849), gyermekként meghalt.
- Károly Szalvátor főherceg (1839–1892), aki Mária Immakuláta Klementina nápoly–szicíliai királyi hercegnőt (1844–1899) vette feleségül.
- Mária Anna főhercegnő (1840–1841), kisgyermekként meghalt.
- Rainer főherceg (1842–1844), kisgyermekként meghalt.
- Mária Lujza főhercegnő (1845–1917), aki 1865-ben V. Károly isenburg–büdingeni herceghez (1838–1899) ment feleségül.
- Lajos (Ludwig) Szalvátor főherceg (1847–1915), neves tengerkutató.[3]
- János Szalvátor főherceg (* 1852; későbbi polgári nevén Johann Orth hajóskapitány. Eltűnt a tengeren 1890-ben, holttá nyilvánították 1911-ben).

### A „Népek tavasza” Toszkánában
Az 1840-es évek elején Itáliában is erősödött a forradalmi nyugtalanság. Toszkánában is hangosabbá váltak az alkotmányos kormányzás és politikai reformok iránti követelések. 1845–ben és 1846-ban az ország több pontján felkelések robbantak ki. Lipót egy sor közigazgatási reformot jelentett be, de a bécsi császári kamarilla tiltakozása miatt ezek a változások nem léphettek át egy bizonyos igen mérsékelt határt. IX. Piusz pápa megválasztása új lendületet adott az itáliai liberális mozgalmaknak. 1847. szeptember 4-én Lipót nagyherceg megalakította a toszkánai Nemzeti Gárdát. Ez volt az első lépés az alkotmányozás irányában. Röviddel ezután Lipót nagyherceg Cosimo Ridolfi márkit nevezte ki főminiszterévé. A Toszkánai Nagyhercegség alkotmányát az arisztokrata származású Gino Capponi történész professzor dolgozta ki, aki hosszú időt töltött Anglia és Skócia egyetemein. A nagyherceg által kibocsátott alkotmányt 1847. február 17-én hirdették ki, röviddel a nápolyi és a piemonti alkotmányok után. A radikálisoknak azonban nem volt elég, ők az osztrák függőség teljes megszüntetését kívánták.
Az 1848-as milánói és bécsi forradalom szelleme átterjedt Toszkánára. A nép követelte a Habsburg Birodalom elleni háborút. Lipót, engedve a néptömegeknek, kiállított egy reguláris katonai kontingenst, és Piemontba küldte, hogy támogassa sógorának, Károly Albert szárd–piemonti királynak hadjáratát, amelyet a Habsburg Birodalom csatlós állama, a Lombard–Velencei Királyság ellen indított. A katonák búcsúztatásán a nagyherceg lelkesítő beszédet mondott, mellyel jelezte rokonszenvét a liberális olasz egységmozgalom, a risorgimento iránt is: „Katonák, Itália szabadságának szent ügye ma Lombardia földjén dől el. Milánó polgárai vérük hullásával szerezték meg szabadságukat, hősiességük páratlan a történelemben! Dicsőség Itália fegyvereinek! Éljen Itália függetlensége!” A toszkánai csapatok vitézül harcoltak a curtatone–montanarai csatábani, de vereséget szenvedtek.
Június 26-án összeült az első toszkán parlament. A lombardiai hadjárat kudarca nyomán kialakult nyugtalanság miatt Cosimo Ridolfi kormányával együtt lemondott, utódjává Gino Capponit nevezték ki. A lázongások folytatódtak. A Károly Albert hívei zavargásokat szítottak, hogy a Toszkánai Nagyhercegséget a Szárd–Piemonti Királysághoz csatolják. Különösen Livornó kikötőváros szenvedett, ahol a piemonti ügynökök polgárháborús helyzetet teremtettek. A Guerrazzi és Montanelli által vezetett demokratikus párt ereje és befolyása napról napra nőtt. Gino Capponi is lemondott, és Lipót vonakodva bár, de kinevezte a Montanelli–Guerrazzi kormányt (ministerium), akik viszont ultrademokratikus és republikánus politikát kezdtek gyakorolni.
Az 1848 őszén tartott új választásokon még az alkotmány hívei szereztek többséget, de az új parlament alkotmányozó gyűlésként kezdett működni. A tárgyalások során felmerült egy Közép-Itáliai Királyság kikiáltása, Lipót koronája alatt, egy nagyobb Olasz Föderáció keretén belül. A nagyherceget azonban aggasztotta a radikálisok és republikánusok erősödő agitációja, miközben híreket kapott az osztrák császári haderő észak-itáliai győzelmeiről. Montanelli megtudta, hogy Lipót tárgyalásokat kezdett Radetzky tábornaggyal és IX. Piusz pápával (aki időközben felhagyott korábbi liberális nézeteivel, és Gaetába menekült, a Nápoly–Szicíliai Királyság területére).
1849. január 30-án Lipót nagyherceg elhagyta Firenzét és Sienába menekült. Guerrazzinak levelet hagyott, amelyben elutasította az alkotmányozó gyűlés jogszerűségét. Firenzében zűrzavar tört ki. Február 9-én a radikális Mazzini működése nyomán Toszkánában kikiáltották a köztársaságot. Az ideiglenes kormány kimondta a Toszkánai Köztársaság egyesülését a forradalmi Római Köztársasággal, amely a Pápai Államban alakult meg, és mintegy öt hónapig állt fenn. Február 18-án Lipót herceg is Gaetába hajózott, ahol a Nápoly–Szicíliai Királyság uralkodójának védelme alá helyezte magát.

### Restauráció, osztrák szuronyok hegyén

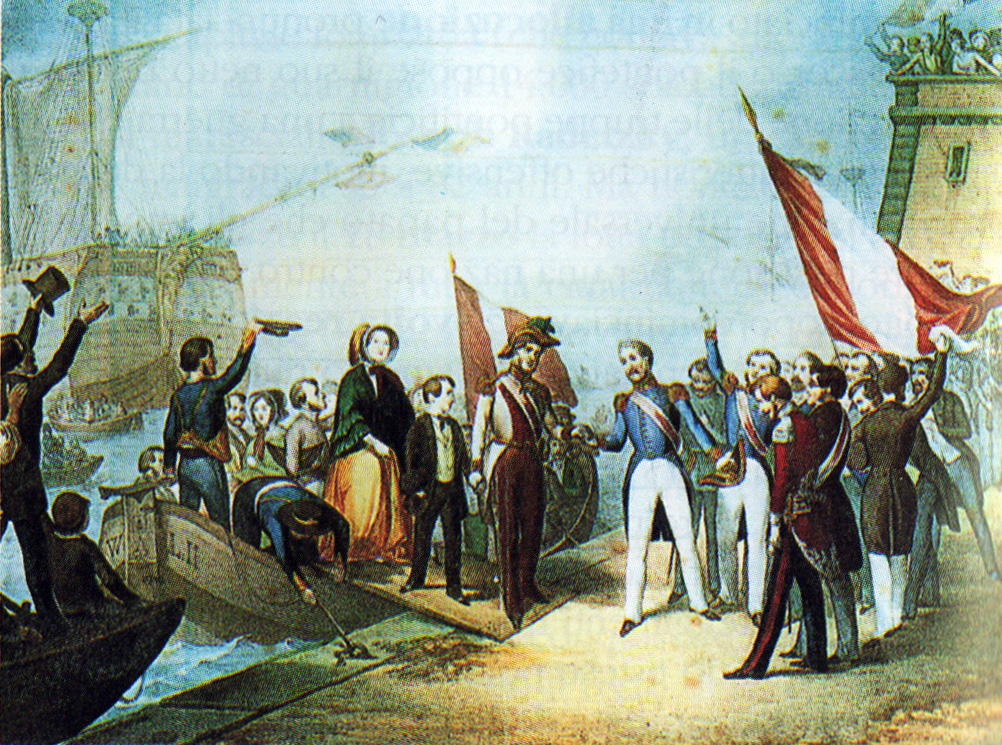
A visszatérő Lipót nagyherceg partra száll Viareggióban, 1849. július 24.

A harmadik parlamenti választás után a parlament Guerrazzi főminisztert diktátori hatalommal ruházta fel. Károly Albert király csapatainak a novarai csatában elszenvedett súlyos veresége azonban kioltotta a liberálisok reményeit. Tartani lehetett egy hamarosan bekövetkező osztrák katonai megszállástól. A mérsékelt többség a népszerű nagyherceg visszatérését kívánta. 1849 áprilisában a városi tanács magához ragadta a parlament jogkörét, és Lipótot visszahívta a trónra, „hogy népünk intézményeinek és az alkotmányos monarchiának helyreállításával Fenséged megmentsen bennünket az idegen katonai megszállás pusztításaitól és szégyenétől.” Lipót elfogadta a felkérést, de hallgatott a készülő osztrák katonai invázióról. 1849. május 1-jén Firenzébe küldte teljhatalmú megbízottját, Luigi Serristori közgazdászt, ősi firenzei család tagját.
1849 áprilisában Toszkánát is osztrák csapatok özönlötték el, Konstantin d’Aspre altábornagy (1789–1850) parancsnoksága alatt. Elfoglalták Luccát és Livornót. D’Aspre tábornok kinyilvánította, hogy a „felszabadításra” a nagyherceg kívánságára kerül sor. Lipót nyilvánosan tagadta ezt, és „meglepetéssel értesült” az invázióról. Május 24-én Lipót Giovanni Baldasseronit nevezte ki miniszterelnöknek. Április 25-én az osztrák haderő bevonult Firenzébe, és elűzte a köztársasági kormányzatot. Július 28-án maga Lipót is visszatért székvárosába, és elfoglalta nagyhercegi trónját.
1850 áprilisában katonai szerződést kötött Ausztriával, amelyben „kérésére” az osztrák megszálló katonaság (10 000 katona) meghatározatlan időre az országban marad. 1850 szeptemberében feloszlatta a parlamentet, 1851-ben konkordátumot kötött a pápával. Óvatosságból kikérte az osztrák császári kormány álláspontját arról, fenntarthatná-e az elfogadott alkotmányt? Schwarzenberg herceg, miniszterelnök azt ajánlotta neki, tárgyalja meg a kérdést Nápoly és Szicília királyával, Parma és Modena hercegeivel, és a pápával.

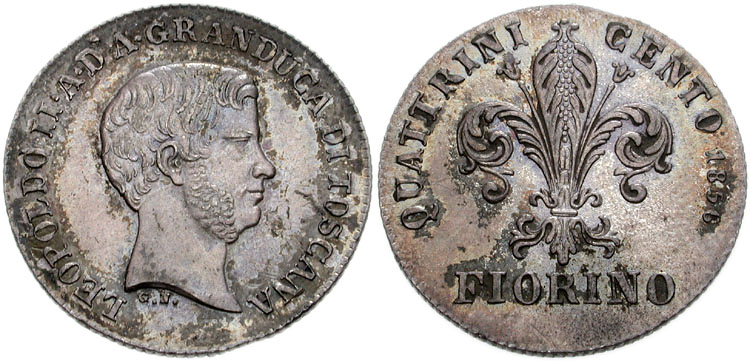
Firenzei pénzérme („zecche”), 1856-ból.

A fejedelmek és a pápa tanácsát követve Lipót 1852-ben formálisan is visszavonta az alkotmányt. Guerrazzit és társait perbefogták, felségsértés és államellenes tevékenység miatt hosszú börtönbüntetésekre ítélték. Lipót korábbi népszerűsége végleg elenyészett. Amikor 1855-ben az osztrák csapatok kivonultak Toszkánából, a helyi liberálisok egy része még hitt abban, hogy a nagyherceg hatalmát ismét alkotmányos alapra lehet helyezni, és vezetése alatt háborút lehet indítani Ausztria ellen, a Szárd–Piemonti Királysággal szövetkezve. A populáris párt vezetői, Ferdinando Bartolommei márki és a közrendű Giuseppe Dolfi azonban felismerték, hogy a nemzeti törekvéseket csak Lipót elmozdítása révén tudják megvalósítani.

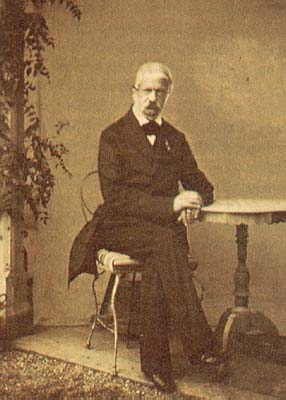
Az idős II. Lipót (1859 körül)

### Lemondása
1859 áprilisában Franciaország és a Szárd–Piemonti Királyság háborút indítottak az Osztrák Császárság ellen (szárd–francia–osztrák háború, más néven második olasz függetlenségi háború). Lipót kormánya semlegességre kötelezte magát, de nem tudta megakadályozni toszkán önkéntesek tömegeinek csatlakozását a francia–piemonti erőkhöz. Az alkotmánypárti arisztokraták és a populista párt vezetői egyezségre léptek, és a nagyherceget hivatalosan felszólították, országával vegyen részt a háborúban. Lipót engedett, és Don Neri Corsini di Laiatico márkit nevezte ki miniszterelnökké. Corsini beterjesztette a népi mozgalom követeléseit: Lipót mondjon le fia, Ferdinánd javára, Toszkána kössön katonai szövetséget Piemonttal, és kötelezze el magát a majdan megalakuló egységes Olaszországhoz való csatlakozásra. Némi habozás után Lipót visszautasította a javaslatokat, melyek sértették nagyhercegi méltóságát. Április 27-én Firenzében népfelkelés tört ki ellene, a városházára kitűzték az olasz trikolórt. Lipót nagyherceg és családja bántatlanul Bolognába távozott. A forradalom vérontás nélkül győzött. Július 21-én Lipót formálisan is lemondott a nagyhercegi trónról második házasságából született fia, Ferdinánd főherceg javára. Ő azonban – bár hivatalosan felvette a IV. Ferdinánd nagyherceg címet, már nem léphetett trónra, csak tiltakozó jegyzéket küldött Drezdából, 1860. március 26-án, amikor Toszkána csatlakozott a Szárd–Piemonti Királysághoz.
Lemondása után II. Lipót nagyherceg Ausztriában és Rómában élt. 1870. január 29-én hunyt el Rómában, 73 éves korában, itt is temették el. Alig 8 hónappal később, szeptember 20-án Rómát elfoglalták az Olasz Királyság csapatai, megszűnt a pápai állam, teljessé vált az egységes Olaszország, és II. Viktor Emánuel király fővárosává tette Rómát. 1914-ben, az első világháború kitörésének küszöbén Lipót nagyherceg koporsóját Bécsbe szállították, és a Habsburg-család hagyományos temetkezőhelyén, a bécsi kapucinus templomban, a császári kriptában temették el.

## További irodalom
- Giovanni Baldasseroni: Leopoldo II Granduca di Toscana e i suoi tempi (II. Lipót toszkánai nagyherceg és kora), Firenze, 1871.